# Cernoleuca
Cernoleuca è un comune della Moldavia situato nel distretto di Dondușeni di 2.087 abitanti al censimento del 2004